# بسته آنالیز مدار گنو
گنو کپ (به انگلیسی Gnucap) یک شبیه‌ساز مدار عام منظوره است که توست آلبرت دیویس (به انگلیسی Albert Davis) در سال ۱۹۹۳ ایجاد شده‌است. این نرم‌افزار، بخشی از پروژه گنو است. آخرین نسخه پایدار، نسخه ۰٫۳۵ است که در سال ۲۰۰۶ منتشر شد. آخرین نسخه در حال توسعه نیز (مطابق ژون ۲۰۱۴)، در آوریل ۲۰۱۳ منتشر شده و قابل استفاده است.
این نرم‌افزار، امکان بررسی اتصال کوتاهجریان مستقیم و همچنین تحلیل فوریه را فراهم کرده‌است. همچنین، تحلیل خطی جریان متناوب نیز به صورت یک امکان در این نرم‌افزار گنجانده شده‌است. نرم‌افزار، کاملاً تعاملی و دستور محور است. همچنین، می‌تواند به صورت دسته ای، یا روی یک سرور اجرا شود. خروجی نیز هم‌زمان با شبیه‌سازی تولید می‌شود.